# Mirai Nagasu
Mirai Aileen Nagasu (japonais : 長洲 未来), née le 16 avril 1993 à Montebello, est une patineuse américaine.
Elle est devenue l'une des patineuses artistiques à réussir un saut de triple axel aux Jeux olympiques de Pyeongchang.

## Biographie

### Carrière sportive
Elle est médaillée de bronze par équipes aux Jeux olympiques d'hiver de 2018. Lors de ces Jeux, elle s'est particulièrement distinguée en réunissant la figure du saut triple axel. Avec deux tentatives réussies lors d'une compétition à Salt Lake City, elle rejoint ainsi le cercle restreint des patineuses ayant réussi cette performance technique. En effet, la pionnière Midori Itō à Albertville en 1992 et Mao Asada, deux autres Japonaises (Yukari Nakano et Rika Kihira), deux Russes (Ludmila Nelidina et Elizaveta Tutkamysheva) et une seule Américaine (Tonya Harding) ont  réussi cette figure.

## Palmarès
| Compétition                   | 2007    | 2008    | 2009    | 2010    | 2011    | 2012    | 2013    | 2014    | 2015    | 2016    | 2017    | 2018    |  |  |
| Jeux olympiques d'hiver       |         |         |         | 4e      |         |         |         |         |         |         |         | 10e     |  |  |
| Championnats du monde         |         |         |         | 7e      |         |         |         |         |         | 10e     |         | 10e     |  |  |
| Quatre continents             |         |         |         |         | 3e      |         |         | 10e     |         | 2e      | 3e      |         |  |  |
| Championnats des États-Unis   |         | 1re     | 5e      | 2e      | 3e      | 7e      | 7e      | 3e      | 10e     | 4e      | 4e      | 2e      |  |  |
| Championnats du monde juniors | 2e      | 3e      |         |         |         |         |         |         |         |         |         |         |  |  |
|                               |         |         |         |         |         |         |         |         |         |         |         |         |  |  |
| Grand Prix ISU                | 2006/07 | 2007/08 | 2008/09 | 2009/10 | 2010/11 | 2011/12 | 2012/13 | 2013/14 | 2014/15 | 2015/16 | 2016/17 | 2017/18 |  |  |
| Skate America                 |         |         | 5e      |         |         |         |         |         | 6e      |         |         |         |  |  |
| Skate Canada                  |         |         |         | 4e      |         | 5e      |         |         |         |         | 9e      |         |  |  |
| Coupe de Chine                |         |         |         | 5e      | 4e      | 2e      | 4e      |         |         |         |         |         |  |  |
| Trophée de France             |         |         |         |         | 2e      |         |         |         |         |         |         |         |  |  |
| Coupe de Russie               |         |         |         |         |         |         |         | 3e      | 4e      |         |         | 9e      |  |  |
| Trophée NHK                   |         |         | 8e      |         |         |         | 3e      | 8e      |         | 5e      | 5e      | 4e      |  |  |
|                               |         |         |         |         |         |         |         |         |         |         |         |         |  |  |